# روبيا راشد
روبيا سارة راشد (بالإنجليزية: Robia Sara Rashid)‏، (ولدت في 30 يوليو 1977) هي كاتبة ومنتجة تلفزيونية أمريكية. اشتهرت بتأليفها للعمل الأصلي من نتفليكس «غير اعتيادي»، وكذلك شاركت روبيا في التحرير والإنتاج والإشراف على المسلسل الكوميدي الأمريكي «كيف قابلت أمكما» من سي بي إس.